# Aéroport F. D. Roosevelt
L'aéroport F. D. Roosevelt (code IATA : EUX • code OACI : TNCE) est l'aéroport situé sur l'île de Saint-Eustache, dans les Pays-Bas caribéens. Il est ouvert en tant que Golden Rock Airport en 1946, avant d'être renommé d'après l'ancien président américain Franklin Delano Roosevelt. À partir de 2012, le seul avion commercial qui dessert l'île est le DHC-6 Twin Otter (bien que pouvant opérer des vols charters avec le Britten-Norman Islander et Cessna 208 Caravan), en dépit du fait que la piste puisse accueillir des avions à turbopropulseurs plus gros et quelques petits jets. Depuis 2018, le plus gros type d'avion à opérer à l'aéroport est l'ATR 42.

## Situation

### Carte des aéroports du Royaume des Pays-Bas
| Amsterdam Eindhoven Groningue Maastricht-Aix-la-Chapelle Rotterdam-La Haye |

| Bonaire Saba Saint-Eustache Curaçao Aruba Saint-Martin |

## Compagnies aériennes et destinations
| Compagnies              | Destinations                                                                                   |
| ----------------------- | ---------------------------------------------------------------------------------------------- |
| Coastal Air             | Dominique-Canefield, Newcastle (Nevis) - Vance W. Amory (en), Christiansted - H. E. Rohlsen    |
| FlyMontserrat           | Charter : Montserrat (J. A. Osborne)                                                           |
| St Barth Commuter       | Charter : Saint-Barthélemy                                                                     |
| Trans Anguilla Airways  | Anguilla-Clayton J. Lloyd, Newcastle (Nevis) - Vance W. Amory (en), Saint-Christophe-et-Niévès |
| Winair                  | Bonaire-Flamingo, Saint-Martin - Princesse-Juliana                                             |
| West Indies Helicopters | Charter : Saint-Barthélemy, Saint-Martin - Princesse-Juliana                                   |

Édité le 28/02/2020, actualisé le 27/12/2022

## Accès
L'accès à l'aéroport se fait en véhicule privé ou en taxi depuis les environs de l'île. L'accès principal à l'aéroport se fait par le boulevard Max T. Pandt.

## Statistiques
Pour des raisons techniques, il est temporairement impossible d'afficher le graphique qui aurait dû être présenté ici.

Voir la requête brute et les sources sur Wikidata.